# Hill GH1

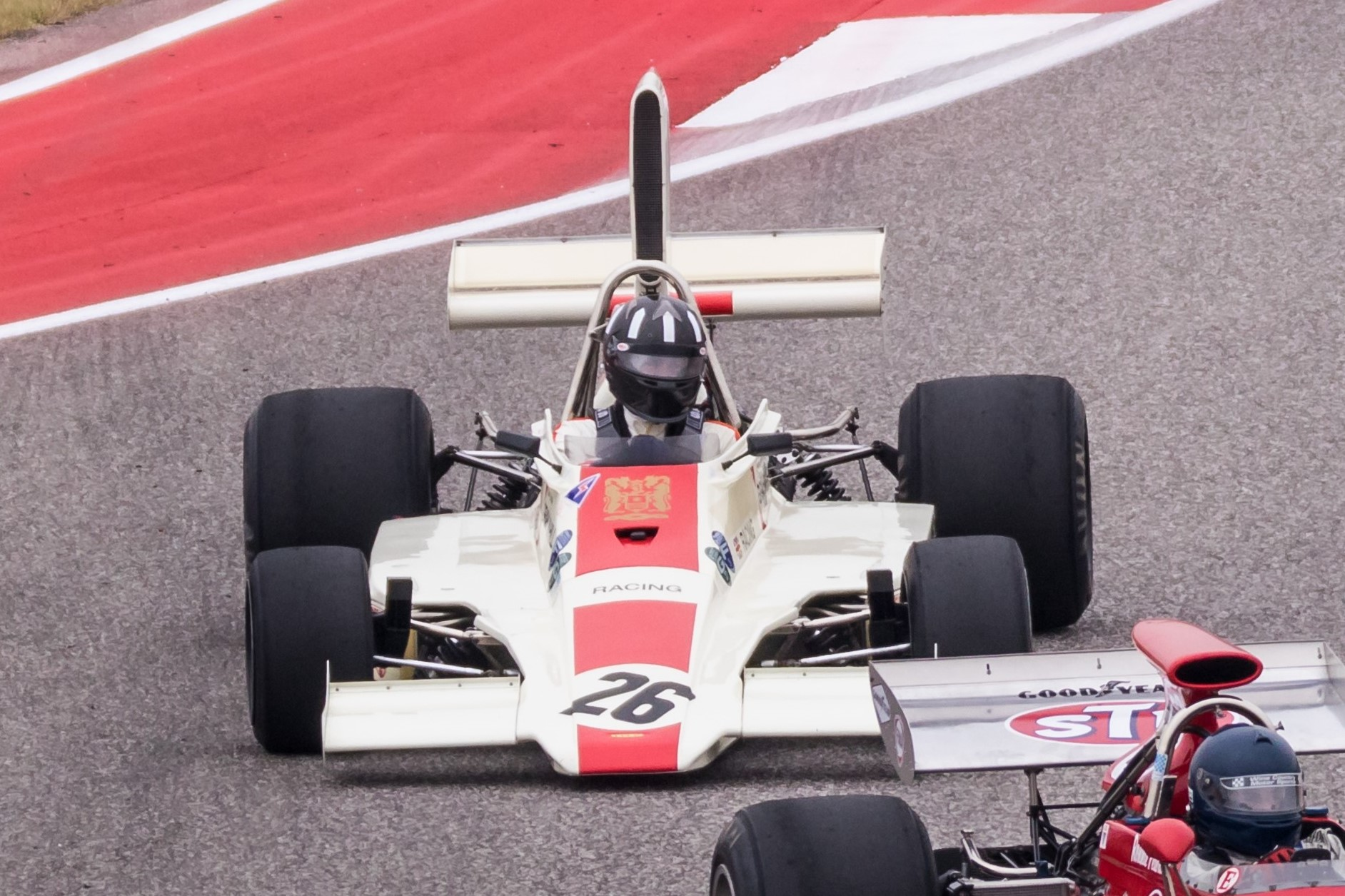
Hill GH1

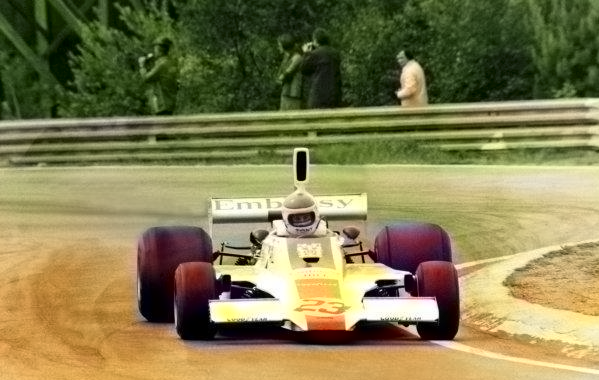
Tony Brise im Hill GH1 beim Großen Preis von Belgien 1975

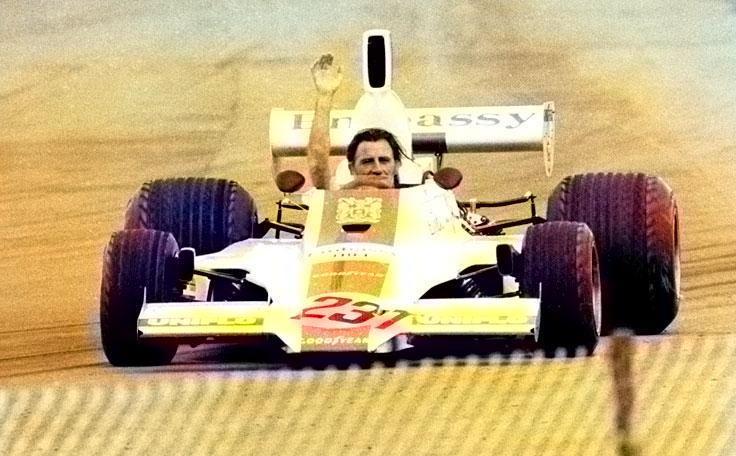
Graham Hill im GH1 nach dem Großen Preis von Großbritannien 1975, seine letzte Runde als Formel-1-Pilot

Der Hill GH1 ist ein Formel-1-Rennwagen, den  das von Graham Hill geführte Team Embassy Hill in der Saison 1975 an den Start brachte. Das Auto ist im Kern eine Lola-Konstruktion und wurde anfänglich unter der Bezeichnung Lola T371 gemeldet. 

## Entwicklungsgeschichte
Der britische Rennfahrer Graham Hill, der 1962 mit BRM und 1968 mit Lotus Formel-1-Weltmeister geworden war, gründete 1973 mit finanzieller Unterstützung des Zigarettenkonzerns Imperial Tobacco einen eigenen Rennstall, der unter Bezugnahme auf eine verbreitete Zigarettenmarke des Geldgebers als Embassy Racing oder Embassy Hill firmierte. In seiner Debütsaison ging Embassy Hill als Kundenteam an den Start und setzte einen von Shadow konstruierten DN1 (Chassisnummer DN1/3A) ein. Hill war mit dem schwachen DN1 und der fehlenden Unterstützung durch Shadow Racing Cars unzufrieden. Eine zweite Saison als Shadow-Kunde kam für ihn deshalb nicht in Betracht. Er beauftragte stattdessen den Rennwagenhersteller Lola Cars in Huntingdon mit der Konstruktion eines eigenen Formel-1-Autos. Das Auto debütierte zum Auftakt der Saison 1974 unter der Bezeichnung Lola T370. Für die Saison 1975 konstruierte Lola ein Nachfolgemodell, das bei seinem ersten Einsatz in Südafrika als Lola T371 gemeldet wurde. Danach übernahm Hill die Weiterentwicklung des Autos selbst; der Lola-Designer Andy Smallman wurde wechselte im Zuge dieser Entwicklung zu Embassy Hill. Bereits zum nächsten Rennen wurde das Auto in Hill GH1 umbenannt.

## Technik
Der GH1 ist ein konventioneller Baukasten-Rennwagen. Das Auto hat vorne doppelte Dreiecksquerlenker sowie doppelte untere und einfache obere Lenker- und Längsstreben hinten. Dazu kamen außenliegende Federbeine. Es wurde von dem bewährten V8-Motor von Cosworth (Typ DFV) angetrieben, der mit einem FGA-400-Getriebe von Hewland verbunden war.
Im Laufe des Jahres 1974 hatte Graham Hill mit Alfa Romeo über die Lieferung italienischer Zwölfzylindermotoren verhandelt. Das Team erhielt eine Motorenattrappe und begann, ein T370-Chassis für die Aufnahme des größeren Motors umzubauen. Am Ende erzielten Hill und Alfa Romeo allerdings keine Einigung, sodass es beim bekannten DFV von Cosworth blieb.

## Renngeschichte
Das neue Team von Graham Hill hatte so gut wie keine Zeit sich zu etablieren. Rolf Stommelen hatte in einem GH1 beim Großen Preis von Spanien 1975 in Führung liegend einen schweren Unfall, als der Heckflügel brach. Drei Zuschauer und ein Streckenposten kamen ums Leben, als der GH1 hinter den Leitplanken zum Liegen kam. Der Ersatzmann von Stommelen, der spätere Formel-1-Weltmeister Alan Jones, erreichte beim Großen Preis von Großbritannien den fünften Rang, die beste Platzierung für den GH1 bei einem Lauf zur Weltmeisterschaft. Schon beim Großen Preis von Schweden schaffte der hochtalentierte Tony Brise mit einem sechsten Rang den ersten Punkt für das Team von Graham Hill. Auch der Franzose François Migault und der Australier Vern Schuppan fuhren 1975 den GH1. Hill selbst versuchte beim Großen Preis von Monaco den GH1 zu qualifizieren. Es sollte der Abschluss seiner langen Formel-1-Karriere als Fahrer werden – ein Start mit einem Fahrzeug, das seinen eigenen Namen trug. Der Versuch schlug fehl. Hill verpasste als 21. des Trainings die Startberechtigung nur um einen Platz. Im Konstrukteursbewerb gab es am Ende der Saison den elften Rang für das Team.
Das Nachfolgemodell des GH1 sollte der Hill GH2 werden. Durch den Flugzeugabsturz von Hill, Brise und Smallman im November 1975 kam das Projekt jedoch abrupt zu einem Ende.